# Inert
Inert és estar en un estat de fer poca o gens d'activitat.

## Química
En química, el terme inert per indicar que no reacciona químicament.
Els gasos nobles es coneixien abans com gasos inerts perquè es percebia en ells la manca de participació en qualsevol reacció química.
El terme inert també es pot aplicar en un sentit relatiu. Per exemple el nitrogen molecular és inert sota condicions normals. La presència d'un enllaç covalent triple molt fort explica que no reaccioni. Tanmateix el nitroen gas reacciona amb metalls alcalins com el liti per formar nitrit de liti (Li₃N), en condicions normals. Sota altes pressions i amb els catalitzadors corresponents el nitrogen atmosfèric forma amoni.
Les atmosferes inerts consisteixen en gasós com l'argó, nitrogen, o heli es fan servir en cambres de reaccions químiques i en contenidors d'emmagatzemament per susbstàncies sensibles a l'aire o a l'aigua per prevenir-ne reaccions no desitjades.

## Pesticides
Es poden dividir els ingredients dels pesticides en dos grups:actius i inerts. Els inerts químicament, en aquest context, és el que no té efectes tòxics en les espècies de plagues que combat.
Des de 1997, les agències mediambiental de protecció nord-americanes recomanen que es qualifiqui els ingredients abans anomenats inerts com altres ingredients per no confondre als consumidors.